# United Abominations
Albums de Megadeth
The System Has Failed
(2004) Endgame
(2009)
United Abominations est le onzième album studio du groupe américain de thrash metal Megadeth. Sorti le 8 mai 2007, United Abominations est le premier album de Megadeth à être sorti sur le label Roadrunner Records, et qui, à l'exception de Dave Mustaine, ne fut enregistré par aucun membre originel du groupe. Pendant la tournée de promotion de l'album, le guitariste Glen Drover quitta le groupe pour des raisons personnelles et fut remplacé par Chris Broderick, l'album en question étant le seul auquel il contribua.
United Abominations fut bien accueilli par les critiques et commença à la huitième place du Billboard 200, la meilleure position de départ pour un album du groupe depuis l'album Youthanasia en 1994. Greg Prato d'AllMusic déclara que le son de Megadeth « renaquit » sur United Abominations. Les paroles de l'album sont souvent reliées à la politique et à l'état dans lequel le monde se trouve actuellement (unilatéralisme américain, instabilités, etc.), Ed Thompson d'IGN estimant qu'il s'agissait là de l'album de Megadeth le plus engagé politiquement. L'album fut désigné par Guitar World comme étant le meilleur album de metal de l'année 2007,.

## Album

### Contexte
Peu avant la sortie de United Abominations, Megadeth signa un contrat d'édition avec Roadrunner Records. Le groupe avait en effet eu des problèmes relatifs aux royalties avec les deux maisons d'édition précédentes, à savoir Capitol Records et Sanctuary Records. Ce fut le premier album à sortir sur ce label, le précédent, The System Has Failed ayant été distribué par Sanctuary. Pendant la tournée de promotion de The System Has Failed, le chanteur, guitariste et frontman du groupe, Dave Mustaine déclara qu'il voulait dissoudre le groupe afin de se consacrer à sa carrière solo. Cependant, à un concert pour lequel tous les billets furent écoulés à Buenos Aires, Mustaine affirma que le groupe resterait uni. Le concert à Buenos Aires, au cours duquel avait été effectuée cette annonce, fut enregistré et publié en CD et DVD sous le nom de That One Night: Live in Buenos Aires.
Megadeth était à présent un nouveau groupe. En effet, aux côtés du désormais seul membre originel Dave Mustaine évoluaient trois nouveaux membres, à savoir Glen Drover (guitare), James LoMenzo (guitare basse) et Shawn Drover (batterie), le premier et le dernier étant frères,. Mustaine préféra les intégrer au groupe, plutôt que de les embaucher comme musiciens de session, déclarant qu'il aimait la « symbiose fraternelle » des Drover et que LoMenzo était une « légende ».

### Écriture et enregistrement
Mustaine déclara qu'il n'avait pas d'idées préconçues lorsqu'il se lança dans l'écriture de l'album. Il affirma en effet que les paroles sur United Abominations ont leurs sources dans la frustration engendrée par son expérience avec d'autres labels, qui selon lui se manifesta à travers l'intensité de l'album. Mustaine a écrit ces textes dans le but de « stimuler intellectuellement ses auditeurs ». Les paroles sont principalement axées autour des diverses décisions politiques américaines de l'époque, que Mustaine considérait comme irréfléchies. Il déclara également que l'enregistrement était « super fun », malgré le fait qu'il y eut des problèmes relatifs aux arrangements vocaux et musicaux. Toutes les paroles furent écrites par Dave Mustaine, à l'exception de Never Walk Alone...A Call to Arms qui fut coécrite par Dave Mustaine et Glen Drover, ce qui est rare, comme l'a illustré le fait que James LoMenzo ait répondu « Allez voir Dave » quand on l'a interrogé à propos des paroles de l'album. Malgré le fait qu'aucun des membres à l'exception de Mustaine n'ait participé activement à l'écriture, ils se sont déclarés excités à l'idée d'enregistrer la musique.
United Abominations fut enregistré en 2006 principalement aux studios SARM Hook End, à Londres. Des re-recordings ont eu lieu en Californie. L'enregistrement fut principalement effectué en Angleterre car Led Zeppelin, un des groupes que Mustaine admirait, ont eux-mêmes enregistrés là-bas.

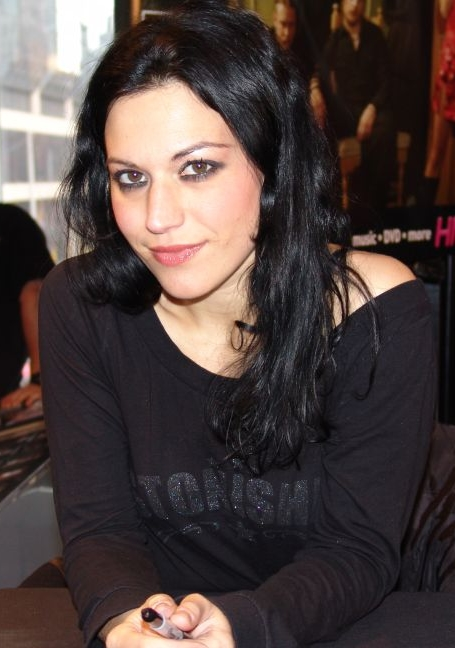
Cristina Scabbia de Lacuna Coil chante sur À Tout le Monde (Set Me Free).

La huitième piste, A Tout le Monde (Set Me Free) est un remake de la piste originelle A Tout le Monde qui apparaît sur l'album Youthanasia sorti en 1994. Elle est plus rapide que la première, et la chanteuse de Lacuna Coil Cristina Scabbia y participe. Scabbia déclara qu'elle avait vraiment été surprise, car A Tout le Monde est une chanson qu'elle a toujours appréciée. Mustaine préféra Scabbia à trois autres candidats à cause de « son règne dans le heavy metal ». Il déclara ensuite qu'il désirait que la chanson soit la face B du single destiné au Japon, mais le président de Roadrunner Records préféra qu'elle figure le premier single.
La chanson Gears of War fait partie de la bande-son du jeu éponyme. Initialement, la chanson était instrumentale, cependant, Microsoft contacta le groupe dans le but d'utiliser la chanson dans le jeu. Le groupe accepta l'offre et écrivit des paroles pour la chanson. Malheureusement elles furent achevées trop tard, la version avec les paroles ayant été enregistrée alors que le jeu était en fin de développement.

### Pochette d'album
Toutes les illustrations présentes dans l'album ont directement été sélectionnées après un concours organisé sur DeviantArt. Les participants devaient dessiner une nouvelle version de Vic Rattlehead, la mascotte du groupe qui apparaît sur presque tous les albums du groupe. Mustaine piocha du top 11 des finalistes et inclut les dessins choisis dans le CD. La pochette fut dévoilée en août 2006, sur laquelle on voit le siège des Nations Unies en flammes et étant bombardé, alors que des barils de pétroles explosent à sa base. Vic Rattlehead et l'Ange de la Mort (stylisé en « Angel of Deth ») apparaissent au premier plan. Malgré le fait que le dessin en couverture ne remporta pas le concours, il fut celui que préféra Mustaine. Aucune photo des membres du groupe ne figure dans l'album, tout le travail artistique ayant été réalisé par des fans,.

## Sortie et promotion de l'album

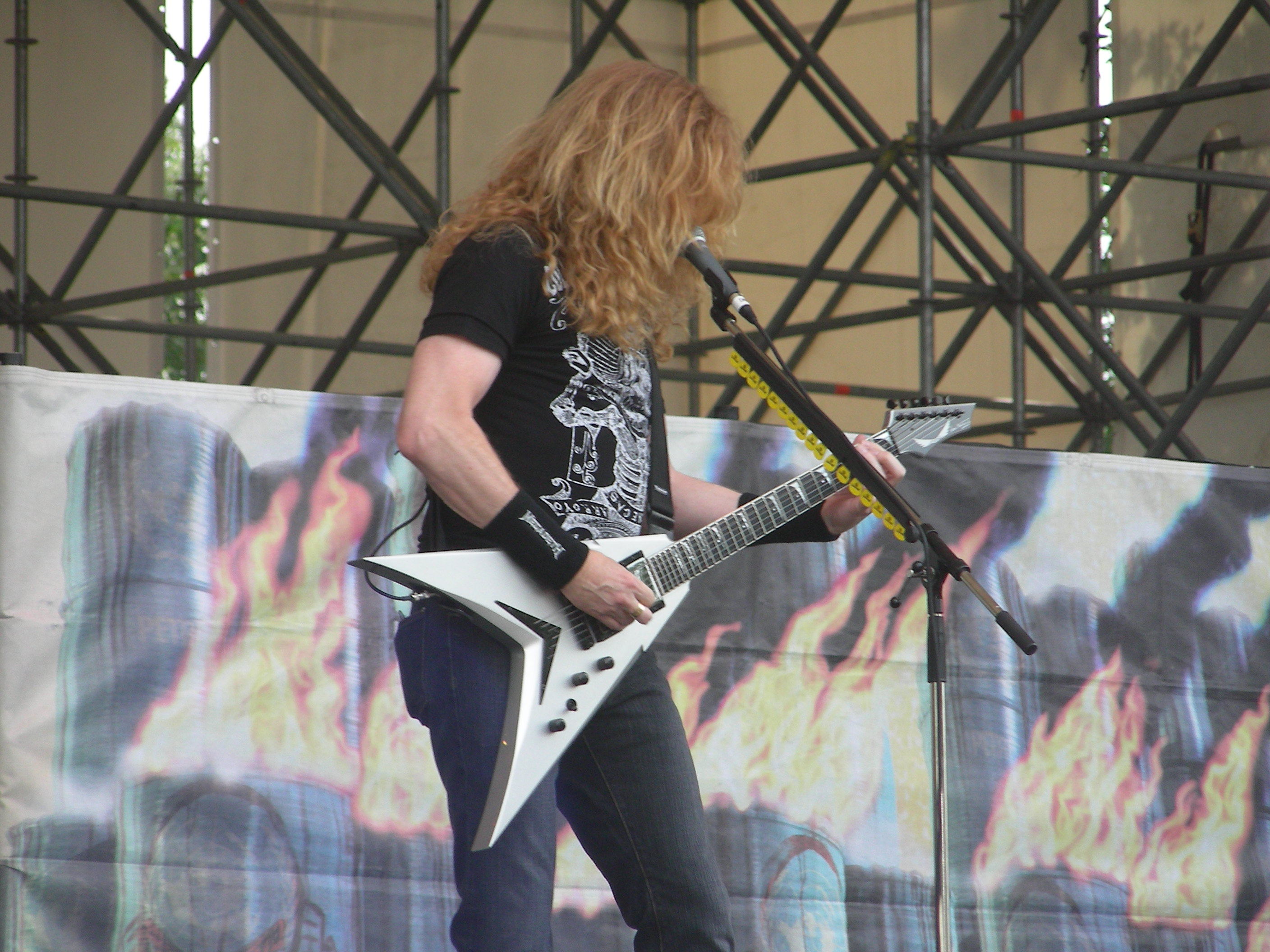
Dave Mustaine sur scène pendant la tournée United Abominations.

United Abominations était censé sortir en octobre 2006, mais vu que la date butoir approchait, Mustaine déclara au Billboard Magazine en août 2006 qu'ils étaient en train de finaliser l'album, repoussant ainsi la sortie de l'album au début de l'année suivante. L'album complet et finalisé fut mis en ligne de façon non officielle en avril 2007, et l'album fut officiellement distribué à partir du 8 mai 2007, exclusivement au Japon d'abord, une reprise de la chanson de Led Zeppelin Out on the Tiles y figurant. L'album fut distribué dans le monde entier avec une chanson en moins le 15 mai, puis le 16 aux États-Unis. Une semaine après sa sortie aux États-Unis, l'album s'était déjà écoulé à plus de 60 000 exemplaires, commençant à la huitième place au Billboard 200, soit dix places de moins que l'opus précédent à savoir The System Has Failed. L'album commença en seconde position en Finlande, cinquième au Canada, et dans le top 30 dans sept autres pays,,.

## Liste des titres
Toutes les chansons sont écrites et composées par Dave Mustaine, sauf Never Walk Alone... A Call to Arms, composée Mustaine et Glen Drover et écrite par Mustaine.
| No  | Titre                                                    | Durée |
| --- | -------------------------------------------------------- | ----- |
| 1.  | Sleepwalker                                              | 5:53  |
| 2.  | Washington Is Next!                                      | 5:19  |
| 3.  | Never Walk Alone... A Call to Arms                       | 3:51  |
| 4.  | United Abominations                                      | 5:35  |
| 5.  | Gears of War                                             | 4:26  |
| 6.  | Blessed Are the Dead                                     | 4:02  |
| 7.  | Play for Blood                                           | 3:49  |
| 8.  | À Tout le Monde (Set Me Free) featuring Cristina Scabbia | 4:11  |
| 9.  | Amerikhastan                                             | 3:43  |
| 10. | You're Dead                                              | 3:18  |
| 11. | Burnt Ice                                                | 3:47  |

| 12. | Out on the Tiles (écrite par Jimmy Page, Robert Plant, John Bonham) | 4:03 |

| 13. | Black Swan | 4:04 |

## Personnel
| - Dave Mustaine - chants, guitare - Glen Drover - guitare, chœurs - James LoMenzo - basse, chœurs - Shawn Drover - batterie | - Cristina Scabbia - Voix (sur A tout le Monde (Set Me Free)) - Axel Mackenrott - Synthétiseurs - Chris Rodriguez - chœurs - Jeff Balding - producteur - Andy Sneap - producteur, mixage, mastering |

## Charts
| Pays                | Charts                | Meilleure position | Nombre de semaines | Réf    |
| ------------------- | --------------------- | ------------------ | ------------------ | ------ |
| Allemagne           | Media Control Charts  | 28                 | 1                  | [ 21 ] |
| Australie           | ARIA Charts           | 23                 | 2                  | [ 22 ] |
| Autriche            | Ö3 Austria Top 40     | 17                 | 3                  | [ 23 ] |
| Belgique (Wallonie) | Ultratop              | 62                 | 2                  | [ 24 ] |
| Canada              | Canadian Albums Chart | 5                  | 1                  | [ 25 ] |
| Danemark            | Album Top-40          | 22                 | 1                  | [ 26 ] |
| Espagne             | PROMUSICAE            | 79                 | 3                  | [ 27 ] |
| États-Unis          | Billboard 200         | 8                  | 6                  | [ 25 ] |
| Finlande            | Mitä hittiä           | 2                  | 4                  | [ 28 ] |
| France              | SNEP                  | 40                 | 4                  | [ 29 ] |
| Japon               | Oricon                | 9                  | 7                  | [ 30 ] |
| Mexique             | AMPROFON              | 41                 | 2                  | [ 31 ] |
| Norvège             | VG-lista              | 21                 | 2                  | [ 32 ] |
| Pays-Bas            | MegaCharts            | 49                 | 2                  | [ 33 ] |
| Royaume-Uni         | UK Albums Chart       | 23                 | 2                  | [ 34 ] |
| Suède               | Sverigetopplistan     | 15                 | 3                  | [ 35 ] |
| Suisse              | Swiss Music Charts    | 38                 | 2                  | [ 36 ] |